# Banknoty Banku Izraela
Banknoty Banku Izraela – banknoty będące oficjalnym środkiem płatniczym w Izraelu, które są emitowane przez Bank Izraela od 1955 roku. Emisje te obejmują okres funta izraelskiego (zwanego także lirą izraelską, hebr. לירה ישראלית – lira jisra’elit, cztery emisje banknotów), szekla (hebr. שקל – szekel, jedna emisja) i nowego szekla (hebr. שקל חדש – szekel chadasz, trzy emisje).

## Okres funta izraelskiego (liry)

### Emisja pierwsza (1955–1957)
W 1954 roku, po przegłosowaniu przez Kneset Prawa o Banku Izraela 5714-1954, powołano do życia Bank Izraela, który stał się jednocześnie bankiem centralnym państwa. Zgodnie z nowymi uprawnieniami, pierwszy prezes Banku Izraela Dawid Horowic wraz z przewodniczącym Rady Doradczej Eli’ezerem Hoofienem, podjęli decyzję o druku i emisji nowych banknotów z nazwą nowego emitenta. Motywem przewodnim banknotów stały się pejzaże Izraela, a ich zaprojektowanie zlecono artystom i grafikom z londyńskiego przedsiębiorstwa Thomas de la Rue and Co. Pierwsze cztery nominały wprowadzono do obiegu w 1955 roku, a piąty w 1957 roku. Pinchas Bar-Zeev podaje, że wygląd rewersów nie cieszył się popularnością wśród społeczeństwa, uważano, że mają pocztówkowy charakter i przypominają sowieckie projekty. Pierwsza emisja banknotów Banku Izraela objęła funta izraelskiego o następujących nominałach: 500 pruta, 1 funt, 5, 10 i 50 funtów.
| Nominał   | Awers i rewers | Charakterystyka | Zabezpieczenia                                                                   |
| --------- | -------------- | --- | -------------------------------------------------------------------------------- |
| 500 pruta |                | Emisja: 4 sierpnia 1955 Data na banknocie: 1955 Wycofanie: 31 marca 1984 Seria: b.d. Numeracja: czarna Awers: numer, nominał i nazwa banku (po hebrajsku), ruiny synagogi w Birim w Górnej Galilei Rewers: nominał i nazwa banku w językach arabskim i angielskim Kolor: czerwień Papier: b.d. Wymiary: 130 × 72 mm Nakład: b.d. Projektant: Thomas de la Rue and Co. Podpisy: Prezes – Dawid Horowic Przewodniczący Rady Doradczej – Eli’ezer Hoofien Drukarnia: Thomas de la Rue and Co. (Londyn)               | - znak wodny: menora w miejscu nadruku cyklamena - gilosze na awersie i rewersie |
|           |                | |                                                                                  |
| 1 funt    |                | Emisja: 27 października 1955 Data na banknocie: 1955 Wycofanie: 31 marca 1984 Seria: b.d. Numeracja: czarna Awers: numer, nominał i nazwa banku (po hebrajsku), krajobraz Górnej Galilei Rewers: nominał i nazwa banku w językach arabskim i angielskim Kolor: niebieski Papier: b.d. Wymiary: 135 × 72 mm/135 × 72 mm Nakład: b.d. Projektant: Thomas de la Rue and Co. Podpisy: Prezes – Dawid Horowic Przewodniczący Rady Doradczej – Eli’ezer Hoofien Drukarnia: Thomas de la Rue and Co. (Londyn)            | - znak wodny: menora w miejscu nadruku zawilca - gilosze na awersie i rewersie   |
|           |                | |                                                                                  |
| 5 funtów  |                | Emisja: 27 października 1955 Data na banknocie: 1955 Wycofanie: 31 marca 1984 Seria: b.d. Numeracja: brązowa Awers: numer, nominał i nazwa banku (po hebrajsku), krajobraz Negewu Rewers: nominał i nazwa banku w językach arabskim i angielskim Kolor: brąz Papier: b.d. Wymiary: 140 × 78 mm Nakład: b.d. Projektant: Thomas de la Rue and Co. Podpisy: Prezes – Dawid Horowic Przewodniczący Rady Doradczej – Eli’ezer Hoofien Drukarnia: Thomas de la Rue and Co. (Londyn)                                    | - znak wodny: menora w miejscu nadruku kosaćca - gilosze na awersie i rewersie   |
|           |                | |                                                                                  |
| 10 funtów |                | Emisja: 4 sierpnia 1955 Data na banknocie: 1955 Wycofanie: 31 marca 1984 Seria: b.d. Numeracja: czarna, czerwona (od 1958) Awers: numer, nominał i nazwa banku (po hebrajsku), krajobraz Doliny Jezre’el Rewers: nominał i nazwa banku w językach arabskim i angielskim Kolor: zieleń Papier: b.d. Wymiary: 150 × 82 mm Nakład: b.d. Projektant: Thomas de la Rue and Co. Podpisy: Prezes – Dawid Horowic Przewodniczący Rady Doradczej – Eli’ezer Hoofien Drukarnia: Thomas de la Rue and Co. (Londyn)           | - znak wodny: menora w miejscu nadruku tulipanów - gilosze na awersie i rewersie |
|           |                | |                                                                                  |
| 50 funtów |                | Emisja: 19 września 1957 Data na banknocie: 1955 Wycofanie: 31 marca 1984 Seria: b.d. Numeracja: czarna, czerwona (od 1960) Awers: numer, nominał i nazwa banku (po hebrajsku), droga do Jerozolimy Rewers: nominał i nazwa banku w językach arabskim i angielskim Kolor: niebieski Papier: b.d. Wymiary: 160 × 87 mm/160 × 86 mm Nakład: b.d. Projektant: Thomas de la Rue and Co. Podpisy: Prezes – Dawid Horowic Przewodniczący Rady Doradczej – Eli’ezer Hoofien Drukarnia: Thomas de la Rue and Co. (Londyn) | - znak wodny: menora w miejscu nadruku oleandra - gilosze na awersie i rewersie  |

### Emisja druga (1959–1960)
W związku z tym, że pierwsza seria nie spotkała się ze społeczną aprobatą, prezes Banku Izraela powołał do życia społeczny komitet, który miał za zadanie wyłonienie projektów banknotów. Wybrano motywy związane z reprezentantami różnych ścieżek kariery w ówczesnym Izraelu: członkinię pioniersko-wojskowego ruchu, rybaka, robotnika, naukowca i pionierów. Na rewersach postanowiono zaprezentować motywy związane z archeologią Izraela. Wygrały projekty braci Szamirów (awersy) oraz Ja’akowa Cima (rewersy).
| Nominał   | Awers i rewers | Charakterystyka | Zabezpieczenia |
| --------- | -------------- | --- | --- |
| ½ funta   |                | Emisja: 15 października 1959 Data na banknocie: 1958 Wycofanie: 31 marca 1984 Seria: b.d. Numeracja: zielona Awers: członkini ruchu Nachal na tle kibucu i pól, nominał i nazwa banku w języku hebrajskim Rewers: Grobowiec Sanhedrynu, numery, nazwa banku w językach arabskim, hebrajskim i angielskim Kolor: zieleń Papier: b.d. Wymiary: 130 × 72 mm Nakład: b.d. Projektant: Gabri’el i Maksim Szamirowie, Ja’akow Cim Podpisy: Prezes – Dawid Horowic Przewodniczący Rady Doradczej – Icchak Nebencal Drukarnia: Joh. Enschedé (Haarlem, Holandia)                                                                                        | - nitka zabezpieczająca po lewej stronie awersu - znak wodny: twarz kobiety - gilosze na awersie i rewersie                                                                                            |
|           |                | | |
| 1 funt    |                | Emisja: 15 października 1959 Data na banknocie: 1958 Wycofanie: 31 marca 1984 Seria: b.d. Numeracja: czarna, czerwona (od 1964), brązowa (od 1966) Awers: rybak na tle zatoki, nominał i nazwa banku w języku hebrajskim Rewers: mozaika z Isfiji, numery, nazwa banku w językach arabskim, hebrajskim i angielskim Kolor: zieleń Papier: b.d. Wymiary: 135 × 75 mm Nakład: b.d. Projektant: Gabri’el i Maksim Szamirowie, Ja’akow Cim Podpisy: Prezes – Dawid Horowic Przewodniczący Rady Doradczej – Icchak Nebencal Drukarnia: Joh. Enschedé (Haarlem, Holandia)                                                                             | - nitka zabezpieczająca po lewej stronie banknotu, - od 1966 roku na środku nazwa banku w kodzie Morse’a - znak wodny: twarz rybaka - gilosze na awersie i rewersie                                    |
|           |                | | |
| 5 funtów  |                | Emisja: 15 października 1959 Data na banknocie: 1958 Wycofanie: 31 marca 1984 Seria: b.d. Numeracja: czarna, czerwona (od 1964) Awers: robotnik z młotem na tle fabryki, nominał i nazwa banku w języku hebrajskim Rewers: pieczęć z ryczącym lwem z Megiddo, numery, nazwa banku w językach arabskim, hebrajskim i angielskim Kolor: pomarańczowy Papier: b.d. Wymiary: 140 × 78 mm Nakład: b.d. Projektant: Gabri’el i Maksim Szamirowie, Ja’akow Cim Podpisy: Prezes – Dawid Horowic Przewodniczący Rady Doradczej – Icchak Nebencal Drukarnia: Joh. Enschedé (Haarlem, Holandia)                                                            | - nitka zabezpieczająca po lewej stronie banknotu - znak wodny: twarz robotnika - gilosze na awersie i rewersie                                                                                        |
|           |                | | |
| 10 funtów |                | Emisja: 15 października 1959 Data na banknocie: 1958 Wycofanie: 31 marca 1984 Seria: b.d. Numeracja: czarna, czerwony (od 1967), niebieska (od 1967), brązowa (od 1969) Awers: naukowiec w laboratorium, nominał i nazwa banku w języku hebrajskim Rewers: fragment Ks. Izajasza i zwoje z Kumran, numery, nazwa banku w językach arabskim, hebrajskim i angielskim Kolor: fiolet Papier: b.d. Wymiary: 150 × 82 mm Nakład: b.d. Projektant: Gabri’el i Maksim Szamirowie, Ja’akow Cim Podpisy: Prezes – Dawid Horowic Przewodniczący Rady Doradczej – Icchak Nebencal Drukarnia: Joh. Enschedé (Haarlem, Holandia)                             | - nitka zabezpieczająca po lewej stronie banknotu - od 1966 roku na środku napis „Syjon Jerozolima” w kodzie Morse’a - znak wodny: twarz naukowca - gilosze na awersie i rewersie                      |
|           |                | | |
| 50 funtów |                | Emisja: 9 grudnia 1960 Data na banknocie: 1960 Wycofanie: 31 marca 1984 Seria: b.d. Numeracja: czarna, czerwona (od 1965), niebieska (od 1966), zielona (od 1967), brązowa (od 1969) Awers: dwójka pionierów na tle kibucu na Negewie, nominał i nazwa banku w języku hebrajskim Rewers: menora ze starożytnej synagogi w Nirim, numery, nazwa banku w językach arabskim, hebrajskim i angielskim Kolor: brąz Papier: b.d. Wymiary: 178 × 93 mm Nakład: b.d. Projektant: Gabri’el i Maksim Szamirowie, Ja’akow Cim Podpisy: Prezes – Dawid Horowic Przewodniczący Rady Doradczej – Icchak Nebencal Drukarnia: Joh. Enschedé (Haarlem, Holandia) | - nitka zabezpieczająca na środku banknotu - od 1966 roku po lewej stronie napis „Am Jisra’el chaj” (Lud Izraela żyje) w kodzie Morse’a - znak wodny: twarze pionierów - gilosze na awersie i rewersie |

### Emisja trzecia (1969–1972)
W 1969 roku, w związku z zapotrzebowaniem na banknot wyższego nominału, zdecydowano wyemitować banknot o nominale 100 funtów z Theodorem Herzlem. Poskutkowało to emisją banknotów, których tematem przewodnim stały się znaczące osobistości w historii Żydów: Albert Einstein, Chaim Nachman Bialik, Chaim Weizman i wspomniany Herzl. Rewersy odpowiadały dziedzinom związanym z przedstawionymi osobami lub miejscom z nimi związanymi. Na rewersie banknotu z Einsteinem pojawił się reaktor Nachal Sorek jako upamiętnienie wkładu Einsteina w fizykę jądrową, Bialika zestawiono z jego domem w Tel Awiwie, Weizmana z budynkiem Knesetu, a Herzla z symbolami 12 plemion Izraela skupionymi wokół herbu Izraela. Wszystkie projekty banknotów zostały wykonane przez zagranicznych artystów na podstawie materiałów dostarczonych przez Bank Izraela.
| Nominał    | Awers i rewers | Charakterystyka | Zabezpieczenia |
| ---------- | -------------- | --- | --- |
| 5 funtów   |                | Emisja: 13 stycznia 1972 Data na banknocie: 1968 Wycofanie: 31 marca 1984 Seria: b.d. Numeracja: czarna, czerwona (od 1974) Awers: Albert Einstein, nominał i nazwa banku w języku hebrajskim Rewers: izraelski reaktor Nachal Sorek, numery, nazwa banku w językach arabskim, hebrajskim i angielskim Kolor: jasny niebieski Papier: b.d. Wymiary: 150 × 75 mm Nakład: b.d. Projektant: Masino Besi, Sam Hertz Podpisy: Prezes Banku – Eli’ezer Hoofien Przewodniczący Rady Doradczej – Jehuda Chorin Drukarnia: Joh. Enschedé (Haarlem, Holandia) | - nitka zabezpieczająca po lewej stronie - znak wodny: profil Alberta Einsteina - gilosze na awersie i rewersie        |
|            |                | | |
| 10 funtów  |                | Emisja: 6 sierpnia 1970 Data na banknocie: 1968 Wycofanie: 31 marca 1984 Seria: b.d. Numeracja: czarna i niebieska, zielona (1971) Awers: Chaim Nachman Bialik, nominał i nazwa banku w języku hebrajskim Rewers: dom Bialika w Tel Awiwie, numery, nazwa banku w językach arabskim, hebrajskim i angielskim Kolor: żółty, kość słoniowa Papier: b.d. Wymiary: 160 × 80 mm Nakład: b.d. Projektant: Masino Besi, Sam Hertz Podpisy: Prezes Zarządu – Eli’ezer Hoofien Przewodniczący Rady Doradczej – Jehuda Chorin Drukarnia: Joh. Enschedé (Haarlem, Holandia) | - nitka zabezpieczająca po lewej stronie - znak wodny: profil Chajima Nachamna Bialika - gilosze na awersie i rewersie |
|            |                | | |
| 50 funtów  |                | Emisja: 13 stycznia 1972 Data na banknocie: 1968 Wycofanie: 31 marca 1984 Seria: b.d. Numeracja: czarna, czerwona (od 1974) Awers: Chaim Weizman, nominał i nazwa banku w języku hebrajskim Rewers: budynek Knesetu, numery, nazwa banku w językach arabskim, hebrajskim i angielskim Kolor: brąz, czerwień Papier: b.d. Wymiary: 170 × 85 mm Nakład: b.d. Projektant: Masino Besi, Sam Hertz Podpisy: Prezes Banku – Eli’ezer Hoofien Przewodniczący Rady Doradczej – Jehuda Chorin Drukarnia: Joh. Enschedé (Haarlem, Holandia) | - nitka zabezpieczająca po prawej stronie - znak wodny: profil Chaima Weizmana - gilosze na awersie i rewersie         |
|            |                | | |
| 100 funtów |                | Emisja: 27 lutego 1969 Data na banknocie: 1968 Wycofanie: 31 marca 1984 Seria: b.d. Numeracja: czarna, czerwona (od 1971), brązowa (od 1974) Awers: Theodor Herzl, nominał i nazwa banku w języku hebrajskim Rewers: herb Izraela otoczony symbolami 12 plemion Izraela, numery, nazwa banku w językach arabskim, hebrajskim i angielskim Kolor: niebieski Papier: b.d. Wymiary: 180 × 90 mm Nakład: b.d. Projektant: Masino Besi, H. J. Bard Podpisy: Prezes Zarządu – Eli’ezer Hoofien Przewodniczący Rady Doradczej – Jehuda Chorin Drukarnia: Joh. Enschedé (Haarlem, Holandia) Uwagi: czarna numeracja występuje w dwóch wersjach: pierwsza ma numer o wysokości 3,5 mm, a druga 2,8 mm bez prefiksa (porównanie) | - nitka zabezpieczająca po lewej stronie - znak wodny: profil Theodora Herzla - gilosze na awersie i rewersie          |

### Emisja czwarta (1976–1977)
W celu zredukowania kosztów druku banknotów Bank Izraela postanowił ustandaryzować szerokość banknotów (76 mm) oraz motywy. Postanowiono pozostać przy znanych osobistościach z historii Żydów. Tym razem na awersach pojawili się: Henrietta Szold, Mojżesz Montifiori, Weizman, Herzl i Dawid Ben Gurion na tle budowli lub miejsc z nimi związanymi. Rewersy z kolei przedstawiały bramy Starego Miasta Jerozolimy: Bramę Lwów, Bramę Jafy, Bramę Damasceńską, Bramę Syjonu i Bramę Złotą. W czwartej serii zastosowano nową metodę zabezpieczenia, a mianowicie metodę wklęsłodruku. Miała ona służyć jako ułatwienie dla osób niewidomych w rozpoznawaniu nominałów. Z kolei na rewersach nadrukowano kreski kodów binarnych niewidzialnym tuszem. Wraz z zapoczątkowaniem tej emisji, arabska kaligrafia była wykonywana przez Yousufa Wahbę.
| Nominał    | Awers i rewers | Charakterystyka | Zabezpieczenia |
| ---------- | -------------- | --- | --- |
| 5 funtów   |                | Emisja: 11 marca 1976 Data na banknocie: 1973 Wycofanie: 31 marca 1984 Seria: b.d. Numeracja: czarna Awers: Henrietta Szold na tle szpitala Hadassa w Jerozolimie, nominał i nazwa banku w języku hebrajskim Rewers: Brama Lwów, numery, nazwa banku w językach arabskim, hebrajskim i angielskim Kolor: brąz Papier: b.d. Wymiary: 128 × 76 mm Nakład: b.d. Projektant: Paul Kor, Adrian Senger, Yousuf Wahba Podpisy: Prezes Banku – Mosze Sanbar Przewodniczący Rady Doradczej – Dawid Horowic Drukarnia: Joh. Enschedé (Haarlem, Holandia)                                         | - kreski kodów binarnych na awersie - znak wodny: profil Henrietty Szold - oznaczenia dla niewidomych: trzy kropki nadrukowane techniką druku wklęsłego na awersie        |
|            |                | | |
| 10 funtów  |                | Emisja: 30 stycznia 1975 Data na banknocie: 1973 Wycofanie: 31 marca 1984 Seria: b.d. Numeracja: czarna Awers: Mojżesz Montifiori na tle wiatraka w pierwszej żydowskiej dzielnicy w Jerozolimie, nominał i nazwa banku w języku hebrajskim Rewers: Brama Jafy, numery, nazwa banku w językach arabskim, hebrajskim i angielskim Kolor: fiolet, róż Papier: b.d. Wymiary: 135 × 76 mm Nakład: b.d. Projektant: Paul Kor, Adrian Senger, Yousuf Wahba Podpisy: Prezes Zarządu – Mosze Sanbar Przewodniczący Rady Doradczej – Dawid Horowic Drukarnia: Joh. Enschedé (Haarlem, Holandia) | - kreski kodów binarnych na awersie - znak wodny: profil Mojżesza Montifioriego - oznaczenia dla niewidomych: dwie kropki nadrukowane techniką druku wklęsłego na awersie |
|            |                | | |
| 50 funtów  |                | Emisja: 26 stycznia 1978 Data na banknocie: 1973 Wycofanie: 31 marca 1984 Seria: b.d. Numeracja: czarna Awers: Chaim Weizman na tle biblioteki Instytutu Weizmana, nominał i nazwa banku w języku hebrajskim Rewers: Brama Damasceńska, numery, nazwa banku w językach arabskim, hebrajskim i angielskim Kolor: zieleń Papier: b.d. Wymiary: 141 × 76 mm Nakład: b.d. Projektant: Paul Kor, Adrian Senger, Yousuf Wahba Podpisy: Prezes Banku – Mosze Sanbar Przewodniczący Rady Doradczej – Dawid Horowic Drukarnia: Joh. Enschedé (Haarlem, Holandia)                                | - kreski kodów binarnych na awersie - znak wodny: profil Chaima Weizmana - oznaczenia dla niewidomych: jedna kropka nadrukowana techniką druku wklęsłego na awersie       |
|            |                | | |
| 100 funtów |                | Emisja: 14 marca 1975 Data na banknocie: 1973 Wycofanie: 31 marca 1984 Seria: b.d. Numeracja: czarna Awers: Theodor Herzl na tle wejścia na cmentarz na Wzgórzu Herzla, nominał i nazwa banku w języku hebrajskim Rewers: Brama Syjonu, numery, nazwa banku w językach arabskim, hebrajskim i angielskim Kolor: niebieski Papier: b.d. Wymiary: 147 × 76 mm Nakład: b.d. Projektant: Paul Kor, Adrian Senger, Yousuf Wahba Podpisy: Prezes Zarządu – Mosze Sanbar Przewodniczący Rady Doradczej – Dawid Horowic Drukarnia: Joh. Enschedé (Haarlem, Holandia)                           | - kreski kodów binarnych na awersie - znak wodny: profil Theodora Herzla                                                                                                  |
|            |                | | |
| 500 funtów |                | Emisja: 26 maja 1977 Data na banknocie: 1975 Wycofanie: 31 marca 1984 Seria: b.d. Numeracja: czarna Awers: Dawid Ben Gurion na tle biblioteki kibuca Sde Boker, nominał i nazwa banku w języku hebrajskim Rewers: Brama Złota, numery, nazwa banku w językach arabskim, hebrajskim i angielskim Kolor: brąz, kość słoniowa Papier: b.d. Wymiary: 153 × 76 mm Nakład: b.d. Projektant: holenderscy artyści Podpisy: Prezes Banku – Mosze Sanbar Przewodniczący Rady Doradczej – Dawid Horowic Drukarnia: Joh. Enschedé (Haarlem, Holandia)                                              | - kreski kodów binarnych na awersie - znak wodny: profil Dawida Ben Guriona - oznaczenia dla niewidomych: pasek nadrukowany techniką druku wklęsłego na awersie           |

## Okres szekla
W 1969 roku Kneset przegłosował nowe prawo, które ustanawiało nową walutą państwa szekla. Wyznaczenie daty, kiedy miałoby się to stać, pozostawiono w gestii prezesa Banku Izraela. W 1977 roku uznano, że warunki ekonomiczne pozwalają na wprowadzenie nowej waluty. Rok później premier Menachem Begin i Minister Finansów Simcha Erlich zaakceptowali decyzję prezesa Banku Izraela, aby nowe banknoty miały te same szaty graficzne i wielkość, ale zmienione nominały. 22 lutego 1980 roku oficjalnie zmieniono walutę z liry na szekla. Początkowo do obiegu wprowadzono banknoty o nominałach 1 szekla, 5, 10 i 50 szekli. Jednak ciągły wzrost inflacji wymusił emisję dodatkowych pięciu nominałów: 100, 500 1000, 5000 i 10 000 szekli. Nominały te miały zmniejszoną długość do 138 mm, aby zmniejszyć koszty ich druku. W banknotach powyżej do 50 szekli stosowano jako zabezpieczenie druk wklęsły i kody binarne, a w tych powyżej 500 szekli zastosowano recto-verso. Wszystkie banknoty okresu szekla miały oznakowanie dla niewidomych.
| Nominał       | Awers i rewers | Charakterystyka | Zabezpieczenia |
| ------------- | -------------- | --- | --- |
| 1 szekel      |                | Emisja: 24 lutego 1980 Data na banknocie: 1978 Wycofanie: 4 września 1986 Seria: b.d. Numeracja: czarna Awers: Mojżesz Montifiori na tle wiatraka w pierwszej żydowskiej dzielnicy w Jerozolimie, nominał i nazwa banku w języku hebrajskim Rewers: Brama Jafy, numery, nazwa banku w językach arabskim, hebrajskim i angielskim Kolor: fiolet Papier: b.d. Wymiary: 135 × 76 mm Nakład: b.d. Projektant: Paul Kor, Adrian Senger Podpisy: Prezes Banku – Arnon Gafni Przewodniczący Rady Doradczej – Dawid Horowic Drukarnia: Joh. Enschedé (Haarlem, Holandia) | - kreski kodów binarnych na awersie - znak wodny: profil Mojżesza Montifioriego - oznaczenia dla niewidomych: dwie kropki nadrukowane techniką druku wklęsłego na awersie |
|               |                | | |
| 5 szekli      |                | Emisja: 24 lutego 1980 Data na banknocie: 1978 Wycofanie: 4 września 1986 Seria: b.d. Numeracja: czarna Awers: Chaim Weizman na tle biblioteki Instytutu Weizmana, nominał i nazwa banku w języku hebrajskim Rewers: Brama Damasceńska, numery, nazwa banku w językach arabskim, hebrajskim i angielskim Kolor: zieleń Papier: b.d. Wymiary: 141 × 76 mm Nakład: b.d. Projektant: Paul Kor, Adrian Senger Podpisy: Prezes Zarządu – Arnon Gafni Przewodniczący Rady Doradczej – Dawid Horowic Drukarnia: Joh. Enschedé (Haarlem, Holandia) | - kreski kodów binarnych na awersie - znak wodny: profil Chaima Weizmana - oznaczenia dla niewidomych: jedna kropka nadrukowana techniką druku wklęsłego na awersie |
|               |                | | |
| 10 szekli     |                | Emisja: 24 lutego 1980 Data na banknocie: 1978 Wycofanie: 4 września 1986 Seria: b.d. Numeracja: czarna Awers: Theodor Herzl na tle wejścia na cmentarz na Wzgórzu Herzla, nominał i nazwa banku w języku hebrajskim Rewers: Brama Syjonu, numery, nazwa banku w językach arabskim, hebrajskim i angielskim Kolor: niebieski Papier: b.d. Wymiary: 147 × 76 mm Nakład: b.d. Projektant: Paul Kor, Adrian Senger Podpisy: Prezes Banku – Arnon Gafni Przewodniczący Rady Doradczej – Dawid Horowic Drukarnia: Joh. Enschedé (Haarlem, Holandia) | - kreski kodów binarnych na awersie - znak wodny: profil Theodora Herzla |
|               |                | | |
| 50 szekli     |                | Emisja: 24 lutego 1980 Data na banknocie: 1978 Wycofanie: 4 września 1986 Seria: b.d. Numeracja: czarna Awers: Dawid Ben Gurion na tle biblioteki kibuca Sde Boker, nominał i nazwa banku w języku hebrajskim Rewers: Brama Złota, numery, nazwa banku w językach arabskim, hebrajskim i angielskim Kolor: brąz, kość słoniowa Papier: b.d. Wymiary: 153 × 76 mm Nakład: b.d. Projektant: holenderscy artyści Podpisy: Prezes Zarządu – Arnon Gafni Przewodniczący Rady Doradczej – Dawid Horowic Drukarnia: Joh. Enschedé (Haarlem, Holandia) | - kreski kodów binarnych na awersie (na niektórych banknotach, zamiast kodów binarnych, pojawiają się dwa lub cztery prostokąty pod numerem) - znak wodny: profil Dawida Ben Guriona - oznaczenia dla niewidomych: pasek nadrukowany techniką druku wklęsłego na awersie                                                                               |
|               |                | | |
| 100 szekli    |                | Emisja: 11 grudnia 1979 Data na banknocie: 1975 Wycofanie: 4 września 1986 Seria: b.d. Numeracja: czarna Awers: Ze’ew Żabotyński na tle gospody Szuni w Jerozolimie, nominał i nazwa banku w języku hebrajskim Rewers: Brama Heroda, numery, nazwa banku w językach arabskim, hebrajskim i angielskim Kolor: brąz, pomarańcz Papier: b.d. Wymiary: 159 × 76 mm Nakład: b.d. Projektant: holenderscy artyści Podpisy: Prezes Banku – Arnon Gafni Przewodniczący Rady Doradczej – Dawid Horowic Drukarnia: Joh. Enschedé (Haarlem, Holandia) | - kreski kodów binarnych na awersie (na niektórych banknotach, zamiast kodów binarnych, pojawiają się dwa prostokąty pod numerem) - znak wodny: profil Ze’ewa Żabotyńskiego - oznaczenia dla niewidomych: klepsydra nadrukowana techniką druku wklęsłego na awersie                                                                                    |
|               |                | | |
| 500 szekli    |                | Emisja: 1 grudnia 1982 Data na banknocie: 1982 Wycofanie: 4 września 1986 Seria: b.d. Numeracja: czarna Awers: Edmond James de Rothschild na tle rolników, nominał i nazwa banku w języku hebrajskim Rewers: kiść winogron, numery, nazwa banku i nominał w językach arabskim i angielskim Kolor: czerwień Papier: b.d. Wymiary: 138 × 76 mm Nakład: b.d. Projektant: Cwi Narkis Podpisy: Prezes Zarządu – Mosze Mandelblaum Przewodniczący Rady Doradczej – Chaim Barkaj Drukarnia: Joh. Enschedé (Haarlem, Holandia) | - nitka zabezpieczająca na środku banknotu - znak wodny: profil Edmonda Jamesa de Rothschilda - oznaczenia dla niewidomych: małe kółko w prawym dolnym rogu awersu (nad ramieniem) - recto-verso: cztery romby łączące się z dwoma z tyłu, razem pod światło tworzą gwiazdę Dawida - na rewersie 44 nazwy pierwszych osiedli w Palestynie w mikrodruku |
|               |                | | |
| 1000 szekli   |                | Emisja: 17 listopada 1983 Data na banknocie: 1983 Wycofanie: 4 września 1986 Seria: b.d. Numeracja: czarna Awers: Majmonides na tle fragmentu z Miszne Tora, nominał i nazwa banku w języku hebrajskim Rewers: krajobraz Tyberiady, starożytna menora, numery, nazwa banku i nominał w językach arabskimi angielskim Kolor: zieleń Papier: b.d. Wymiary: 138 × 76 mm Nakład: b.d. Projektant: Cwi Narkis, Arje Glazer Podpisy: Prezes Banku – Mosze Mandelblaum Przewodniczący Rady Doradczej – Awraham Szapira Drukarnia: Joh. Enschedé (Haarlem, Holandia) Uwagi: na niektórych banknotach, w podpisie osoby pojawia się błąd, zamiast słowa „ha-raw” jest „raraw” | - nitka zabezpieczająca na środku banknotu - znak wodny: profil Majmonidesa - oznaczenia dla niewidomych: mały trójkąt w prawym dolnym rogu awersu (nad ramieniem) - recto-verso: trójkąt łączący się z trójkątem z tyłu, razem pod światło tworzą gwiazdę Dawida                                                                                      |
|               |                | | |
| 5000 szekli   |                | Emisja: 9 sierpnia 1984 Data na banknocie: 1984 Wycofanie: 4 września 1986 Seria: b.d. Numeracja: czarna Awers: Lewi Eszkol na tle Jerozolimy, nominał i nazwa banku w języku hebrajskim Rewers: odwołanie do programu nawadniania kraju, numery, nazwa banku i nominał w językach arabskimi angielskim Kolor: niebieski Papier: b.d. Wymiary: 138 × 76 mm Nakład: b.d. Projektant: Jacob Zim Podpisy: Prezes Zarządu – Mosze Mandelblaum Przewodniczący Rady Doradczej – Awraham Szapira Drukarnia: Joh. Enschedé (Haarlem, Holandia) | - nitka zabezpieczająca na środku banknotu - znak wodny: profil Lewiego Eszkola - oznaczenia dla niewidomych: mały kwadrat w prawym górnym rogu awersu (nad głową) - recto-verso: kształt geometryczny łączący się z podobnym z tyłu, razem pod światło tworzą gwiazdę Dawida                                                                          |
|               |                | | |
| 10 000 szekli |                | Emisja: 27 listopada 1984 Data na banknocie: 1984 Wycofanie: 4 września 1986 Seria: b.d. Numeracja: czarna Awers: Golda Meir, drzewo stylizowane na gwiazdę Dawida i menorę, nominał i nazwa banku w języku hebrajskim Rewers: zdjęcie sprzed synagogi w Moskwie w 1948 roku z napisem „שלח את עמי” (wypuść mój lud), numery, nazwa banku i nominał w językach arabskimi angielskim Kolor: pomarańcz Papier: b.d. Wymiary: 138 × 76 mm Nakład: b.d. Projektant: Aszer Kalderon Podpisy: Prezes Banku – Mosze Mandelblaum Przewodniczący Rady Doradczej – Awraham Szapira Drukarnia: Joh. Enschedé (Haarlem, Holandia)                                                | - nitka zabezpieczająca na środku banknotu - znak wodny: profil Goldy Meir - oznaczenia dla niewidomych: mały romb w prawym górnym rogu awersu (nad głową) - recto-verso: czteroramienny świecznik łączy się z trójramiennym świecznikiem z tyłu, razem pod światło tworzą menorę                                                                      |

## Okres nowego szekla

### Pierwsza emisja (1986)
4 września 1985 roku nowy szekel stał się oficjalną walutą Państwa Izrael. Jeden nowy szekel równy był równy 1000 szekli (starych). W ten sposób banknot o nominale 1000 starych szekli stał się banknotem jednoszeklowym, banknot o nominale 5000 starych szekli banknotem pięcioszeklowym, a banknot o nominale 10 000 starych szekli dziesięcioszeklowym.
Pierwszym banknotem, który wszedł do obiegu był pięćdziesięcioszeklowy. Pierwszy raz w historii Państwa Izrael po 1948 roku do obiegu wprowadzono również nominał 20 nowych szekli.
Emisja banknotów nowego szekla kontynuuje przedstawianie na banknotach znanych osobistości z historii Żydów i Izraela. Pozostawiono wizerunki Majmonidesa, Lewiego Eszkola i Goldy Meir. Dodano wizerunki Moszego Szareta (20 nowych szekli), Szmuela Josefa Agnona (50), Icchaka Ben Cwiego (100) i Zalmana Szazara (200). Postanowiono pozostać przy podobnej kolorystyce, jednak zwiększono ich intensywność, aby użytkownicy mogli je łatwiej odróżnić.
| Nominał           | Awers i rewers | Charakterystyka | Zabezpieczenia |
| ----------------- | -------------- | --- | --- |
| 1 nowy szekel     |                | Emisja: 8 maja 1986 Data na banknocie: 1986 Wycofanie: 1 lipca 2000 Data ostatecznej wymiany: 31 grudnia 2010 Seria: b.d. Numeracja: czarna Awers: Majmonides na tle fragmentu z Miszne Tora, nominał i nazwa banku w języku hebrajskim Rewers: krajobraz Tyberiady, starożytna menora, numery, nazwa banku i nominał w językach arabskimi angielskim Kolor: zieleń Papier: b.d. Wymiary: 138 × 76 mm Nakład: b.d. Projektant: Cwi Narkis, Arje Glazer Podpisy: Prezes Banku – Mosze Mandelblaum Przewodniczący Rady Doradczej – Awraham Szapira Drukarnia: Joh. Enschedé (Haarlem, Holandia) Uwagi: są też banknoty, które nie mają wydrukowanego podpisu Awrahama Szapiry (zdjęcie) | - nitka zabezpieczająca na środku banknotu - znak wodny: profil Majmonidesa - oznaczenia dla niewidomych: mały trójkąt w prawym dolnym rogu awersu (nad ramieniem) - recto-verso: trójkąt łączący się z trójkątem z tyłu, razem pod światło tworzą gwiazdę Dawida |
|                   |                | | |
| 5 nowych szekli   |                | Emisja: 4 września 1985 Data na banknocie: 1985 Wycofanie: 1 lipca 2000 Data ostatecznej wymiany: 31 grudnia 2010 Seria: A (1985), B (1987) Numeracja: czarna Awers: Lewi Eszkol na tle Jerozolimy, nominał i nazwa banku w języku hebrajskim Rewers: odwołanie do programu nawadniania kraju, numery, nazwa banku i nominał w językach arabskimi angielskim Kolor: niebieski Papier: b.d. Wymiary: 138 × 76 mm Nakład: b.d. Projektant: Jacob Zim Podpisy: - seria A: Prezes Banku – Mosze Mandelblaum, Przewodniczący Rady Doradczej – Awraham Szapira - seria B: Prezes Banku – Micha’el Bruno, Przewodniczący Rady Doradczej – Szlomo Lorincz Drukarnia: Joh. Enschedé (Haarlem, Holandia) | - nitka zabezpieczająca na środku banknotu - znak wodny: profil Lewiego Eszkola - oznaczenia dla niewidomych: mały kwadrat w prawym górnym rogu awersu (nad głową) - recto-verso: kształt geometryczny łączący się z podobnym z tyłu, razem pod światło tworzą gwiazdę Dawida |
|                   |                | | |
| 10 nowych szekli  |                | Emisja: 4 września 1985 Data na banknocie: 1985 Wycofanie: 1 lipca 2000 Data ostatecznej wymiany: 31 grudnia 2010 Seria: A (1985), B (1987), C (1992) Numeracja: czarna Awers: Golda Meir, drzewo stylizowane na gwiazdę Dawida i menorę, nominał i nazwa banku w języku hebrajskim Rewers: zdjęcie sprzed synagogi w Moskwie w 1948 roku z napisem „שלח את עמי” (wypuść mój lud), numery, nazwa banku i nominał w językach arabskimi angielskim Kolor: pomarańcz Papier: b.d. Wymiary: 138 × 76 mm Nakład: b.d. Projektant: Aszer Kalderon Podpisy: - seria A: Prezes Banku – Mosze Mandelblaum, Przewodniczący Rady Doradczej – Awraham Szapira - seria B: Prezes Banku – Micha’el Bruno, Przewodniczący Rady Doradczej – Szlomo Lorincz - seria C: Prezes Banku – Ja’akow Frenkel, Przewodniczący Rady Doradczej – Szlomo Lorincz Drukarnia: Joh. Enschedé (Haarlem, Holandia)                                                           | - nitka zabezpieczająca na środku banknotu - znak wodny: profil Goldy Meir - oznaczenia dla niewidomych: mały romb w prawym górnym rogu awersu (nad głową) - recto-verso: czteroramienny świecznik łączy się z trójramiennym świecznikiem z tyłu, razem pod światło tworzą menorę |
|                   |                | | |
| 20 nowych szekli  |                | Emisja: 2 kwietnia 1988 Data na banknocie: 1988 Wycofanie: 1 lipca 2000 Data ostatecznej wymiany: 31 grudnia 2010 Seria: A (1987), B (1993) Numeracja: czarna Awers: Mosze Szaret, w tle ceremonia wciągnięcia flagi przez Szareta przed budynkiem ONZ w 1949 roku, nominał i nazwa banku w języku hebrajskim Rewers: budynek Hebrajskiego Gimnazjum Herclija na tle Tel Awiwu, numery, nazwa banku w językach arabskim, hebrajskim i angielskim Kolor: szary Papier: b.d. Wymiary: 153 × 76 mm Nakład: b.d. Projektant: Cwi Narkis, Arje Glazer Podpisy: - seria A: Prezes Banku – Micha’el Bruno, Przewodniczący Rady Doradczej – Szlomo Lorincz - seria B: Prezes Banku – Ja’akow Frenkel, Przewodniczący Rady Doradczej – Szlomo Lorincz Drukarnia: Joh. Enschedé (Haarlem, Holandia) | - nitka zabezpieczająca na środku banknotu - znak wodny: profil Moszego Szareta - oznaczenia dla niewidomych: figura geometryczna w prawym górnym rogu - recto-verso:sześć małych trójkątów łączy się z dwoma rombami i dwoma trójkątami, razem pod światło tworzą gwiazdę Dawida - mikrodruk: tytuły siedmiu książek Szareta na awersie                                                         |
|                   |                | | |
| 50 nowych szekli  |                | Emisja: 4 września 1985 Data na banknocie: 1985 Wycofanie: 1 lipca 2000 Data ostatecznej wymiany: 31 grudnia 2010 Seria: A (1985), B (1998), C (1992) Numeracja: czarna Awers: Szmuel Josef Agnon na tle swoich książek, nominał i nazwa banku w języku hebrajskim Rewers: widok na Jerozolimę, a pod nią sztetl, numery, nazwa banku w językach arabskim, hebrajskim i angielskim Kolor: fiolet Papier: b.d. Wymiary: 138 × 76 mm Nakład: b.d. Projektant: Eli’ezer Weishoff Podpisy: - seria A: Prezes Banku – Mosze Mandelblaum, Przewodniczący Rady Doradczej – Awraham Szapira - seria B: Prezes Banku – Micha’el Bruno, Przewodniczący Rady Doradczej – Szlomo Lorincz - seria C: Prezes Banku – Ja’akow Frenkel, Przewodniczący Rady Doradczej – Szlomo Lorincz Drukarnia: Joh. Enschedé (Haarlem, Holandia) Uwagi: w 1998 roku z okazji 50. rocznicy niepodległości wyemitowano banknot z tylko jednym numerem na awersie (zdjęcie) | - nitka zabezpieczająca na środku banknotu - znak wodny: profil Szmuela Josefa Agnona - oznaczenia dla niewidomych: pentagon nad karkiem Agnona - recto-verso: trójkąt łączący się z trójkątem z tyłu, razem pod światło tworzą gwiazdę Dawida - mikrodruk: tytuły książek Agnona na rewersie |
|                   |                | | |
| 100 nowych szekli |                | Emisja: 19 sierpnia 1986 Data na banknocie: 1986 Wycofanie: 1 lipca 2000 Data ostatecznej wymiany: 31 grudnia 2010 Seria: A (1986), B (1989), C (1995) Numeracja: zielona u góry rewersu, czarna na dole Awers: Icchak Ben Cwi, w tle ludzie reprezentujący rożne grupy etniczne Izraela, nominał i nazwa banku w języku hebrajskim Rewers: widok na wieś Peki’in, numery, nazwa banku i nominał w językach arabskim i angielskim Kolor: brąz Papier: b.d. Wymiary: 138 × 76 mm Nakład: b.d. Projektant: Cwi Narkis Podpisy: - seria A: Prezes Banku – Mosze Mandelblaum - seria B: Prezes Banku – Micha’el Bruno, Przewodniczący Rady Doradczej – Szlomo Lorincz - seria C: Prezes Banku – Ja’akow Frenkel, Przewodniczący Rady Doradczej – Szlomo Lorincz Drukarnia: Joh. Enschedé (Haarlem, Holandia) | - nitka zabezpieczająca na środku banknotu - znak wodny: profil Icchaka Ben Cwiego - oznaczenia dla niewidomych: półokrąg w prawym górnym rogu - recto-verso: dwa trójkąty, które razem pod światło tworzą gwiazdę Dawida - mikrodruk: tytuły dziewięciu książek Ben Cwiego na awersie, 44 nazwy pierwszych osiedli w Palestynie na rewersie                                                     |
|                   |                | | |
| 200 nowych szekli |                | Emisja: 16 lutego 1992 Data na banknocie: 1991 Wycofanie: 1 lipca 2000 Data ostatecznej wymiany: 31 grudnia 2010 Seria: A (1991), B (1994) Numeracja: czerwona u góry rewersu, czarna na dole Awers: Zalman Szazar na tle menory utworzonej z łańcucha DNA i fragmentu wiersza Natana Altermana, nominał i nazwa banku w języku hebrajskim Rewers: uczennica na tle alfabetu, numery, nazwa banku i nominał w językach arabskimi angielskim Kolor: pomarańcz Papier: b.d. Wymiary: 138 × 76 mm Nakład: b.d. Projektant: Mosze Pereg, Dror Ben Dow Podpisy: - seria A: Prezes Banku – Micha’el Bruno, Przewodniczący Rady Doradczej – Szlomo Lorincz - seria B: Prezes Banku – Ja’akow Frenkel, Przewodniczący Rady Doradczej – Szlomo Lorincz Drukarnia: Joh. Enschedé (Haarlem, Holandia) | - nitka zabezpieczająca na środku banknotu - znak wodny: profil Zalmana Szazara - oznaczenia dla niewidomych: kształt klepsydry na prawo od głowy (awers), po lewej stronie (rewers) - recto-verso: osiem małych trójkątów tworzących figurę geometryczną łączących się z czterema trójkątami z tyłu, razem pod światło tworzą gwiazdę Dawida - mikrodruk: tytuły 15 książek Szazara na rewersie |

### Druga emisja (1999)
3 stycznia 1999 roku miała miejsce druga emisja banknotów z serii nowego szekla. Początkowo do obiegu wprowadzono nominały 20 i 100 nowych szekli. 31 października 1999 roku wyemitowano nominały 50 i 200 nowych szekli. Banknoty przedstawiają te same osoby, co ich odpowiedniki z emisji pierwszej. Również aranżacja przedstawienie pozostała podobna. Zmienił się układ projektu z dotychczasowego, tradycyjnego, poziomego na pionowy. Emisja ta ustandaryzowała wymiary wszystkich nominałów (138 × 71 mm). Projekty wszystkich banknotów wykonali Na’omi Rosner, Me’ir Eszel.
13 kwietnia 2008 roku do obiegu wszedł polimerowy banknot o nominale 20 nowych szekli. Zapowiedziano, że banknot polimerowy i papierowy będą używane równolegle w obiegu. Izrael stał się wówczas dwudziestym siódmym państwem na świecie, które wprowadziło do obiegu banknot polimerowy. Z okazji 60. rocznicy niepodległości do obiegu wprowadzono banknot z czerwonym napisem na rewersie „60 lat Państwa Izrael”. Bank Izraela ogłosił druk 1 800 000 sztuk takich banknotów, a ich dystrybucja miała odbyć się poprzez specjalne automaty w izraelskich bankach.
Od 2010 roku, zgodnie z nowym Prawem o Banku Izraela 5770-2010 na banknocie powinien widnieć tylko podpis Prezesa Banku Izraela, a Rada Doradcza została rozwiązana.
| Nominał                             | Awers i rewers | Charakterystyka | Zabezpieczenia |
| ----------------------------------- | -------------- | --- | --- |
| 20 nowych szekli                    |                | Emisja: 3 stycznia 1999 Seria: A (1998), B (2001), C (2008), D (2014) Numeracja: czarna, zielona Awers: Mosze Szaret na tle zdjęcia upamiętniającego podniesienie flagi Izraela przy budynku ONZ i tekstu przemówienia Szareta z tej okazji, nominał i nazwa banku w języku hebrajskim Rewers: zdjęcie ochotników Brygady Żydowskiej, tekst przemówienia Szareta do ochotników, numery, nazwa banku i nominał w językach arabskim i angielskim Kolor: zieleń Papier: b.d. Wymiary: 138 × 71 mm Nakład: b.d. Projektant: Na’omi Rosner, Me’ir Eszel Podpisy: - seria A: Prezes Banku – Ja’akow Frenkel, Przewodniczący Rady Doradczej – Szlomo Lorincz - seria B: Prezes Banku – Dawid Klejn, Przewodniczący Rady Doradczej – Szlomo Lorincz - seria C: Prezes Banku – Stanley Fischer, Przewodniczący Rady Doradczej – Aharon Fogel - seria D: Prezes Banku – Karnit Flug Drukarnia: b.d. | - nitka zabezpieczająca na środku banknotu - znak wodny: profil Moszego Szareta z podpisem - oznaczenia dla niewidomych: dwie poziome linie naniesione metodą wklęsłodruku po lewej stronie - recto-verso: trójkolorowy trójkąt łączący się z trójkolorowym trójkątem z tyłu, razem pod światło tworzą gwiazdę Dawida - mikrodruk: tytuły siedmiu książek Szareta na rewersie - numeracja w UV                                                                                  |
|                                     |                | | |
| 20 nowych szekli banknot polimerowy |                | Emisja: 13 kwietnia 2008 Seria: b.d. Numeracja: czarna i zielona Awers: Mosze Szaret na tle zdjęcia upamiętniającego podniesienie flagi Izraela przy budynku ONZ i tekstu przemówienia Szareta z tej okazji, nominał i nazwa banku w języku hebrajskim Rewers: zdjęcie ochotników Brygady Żydowskiej, tekst przemówienia Szareta do ochotników, numery, nazwa banku i nominał w językach arabskim i angielskim Kolor: zieleń Papier: b.d. Wymiary: 138 × 71 mm Nakład: - brak danych na temat ilości banknotów bez napisu z okazji rocznicy, - 1 800 000 szt. (z okazji 60. rocznicy niepodległości) Projektant: Na’omi Rosner, Me’ir Eszel Podpisy: Prezes Banku – Stanley Fischer Przewodniczący Rady Doradczej – Aharon Fogel Drukarnia: Orell Füssli Security Printing (Zurych, Szwajcaria) Uwagi: banknot wyemitowany z okazji 60. rocznicy niepodległości ma czerwony hebrajski napis „60 lat Państwa Izrael” na rewersie (zdjęcie). Banknot niekolekcjonerski takiego napisu nie posiada. | - prześwitująca gwiazda Dawida z nominałem, - mały nominał 20 szekli na awersie składa się z mikrootworów widocznych pod światło, - trójkąt wykonany techniką obrazu utajonego (awers) - twarz Szareta ukazująca się w efekcie kontowym (awers) - trójkąt naniesiony farbą optycznie zmienną (rewers) - oznaczenia dla niewidomych: dwie poziome linie naniesione metodą wklęsłodruku po lewej stronie - mikrodruk: tytuły siedmiu książek Szareta na rewersie - numeracja w UV |
|                                     |                | | |
| 50 nowych szekli                    |                | Emisja: 31 października 1999 Data na banknocie: 1985 Wycofanie: – Seria: A (1998), B (2001), C (2007) Numeracja: czarna i niebieska Awers: Szmuel Josef Agnon na tle swojej biblioteczki i tekstu przemówienia z okazji wręczenia Nagrody Nobla, nominał i nazwa banku w języku hebrajskim Rewers: list Agnona, lista jego 16 książek, numery, nazwa banku i nominał w językach arabskim i angielskim Kolor: fiolet Papier: b.d. Wymiary: 138 × 71 mm Nakład: b.d. Projektant: Na’omi Rosner, Me’ir Eszel Podpisy: - seria A: Prezes Banku – Ja’akow Frenkel, Przewodniczący Rady Doradczej – Szlomo Lorincz - seria B: Prezes Banku – Dawid Klejn, Przewodniczący Rady Doradczej – Szlomo Lorincz - seria C: Prezes Banku – Stanley Fischer, Przewodniczący Rady Doradczej – Aharon Fogel Drukarnia: b.d. | - nitka zabezpieczająca na środku banknotu - znak wodny: profil Szmuela Josefa Agnona z inicjałem jego nazwiska - trójkąt wykonany techniką obrazu utajonego (rewers) - oznaczenia dla niewidomych: trzy poziome linie na awersie wykonane metodą wklęsłodruku - recto-verso: trójkolorowy trójkąt łączący się z trójkolorowym trójkątem z tyłu, razem pod światło tworzą gwiazdę Dawida - mikrodruk: tytuły 17 książek Agnona na rewersie - numeracja w UV                     |
|                                     |                | | |
| 100 nowych szekli                   |                | Emisja: 3 stycznia 1999 Seria: A (1998), B (2002), C (2007), D (2014) Numeracja: czarna i pomarańczowa Awers: Icchak Ben Cwi na tle gabinetu prezydenta, tekst przemówienia z pierwszego zgromadzenia Żydów jemeńskich, nominał i nazwa banku w języku hebrajskim Rewers: widok na Peki’in i synagogę, tekst przemówienia z zaprzysiężenia na drugą kadencję Prezydenta Izraela, numery, nazwa banku i nominał w językach arabskim i angielskim Kolor: brąz Papier: b.d. Wymiary: 138 × 71 mm Nakład: b.d. Projektant: Na’omi Rosner, Me’ir Eszel Podpisy: - seria A: Prezes Banku – Ja’akow Frenkel, Przewodniczący Rady Doradczej – Szlomo Lorincz - seria B: Prezes Banku – Dawid Klejn, Przewodniczący Rady Doradczej – Szlomo Lorincz - seria C: Prezes Banku – Stanley Fischer, Przewodniczący Rady Doradczej – Aharon Fogel - seria D: Prezes Banku – Karnit Flug Drukarnia: b.d. | - nitka zabezpieczająca na środku banknotu - znak wodny: profil Icchaka Ben Cwiego z inicjałem jego nazwiska - oznaczenia dla niewidomych: jedna pozioma linia na awersie wykonana w technice wklęsłodruku - mikrodruk: tytuły dziewięciu książek Ben Cwiego na rewersie - recto-verso: trójkolorowy trójkąt łączący się z trójkolorowym trójkątem z tyłu, razem pod światło tworzą gwiazdę Dawida - numeracja w UV                                                             |
|                                     |                | | |
| 200 nowych szekli                   |                | Emisja: 31 października 1999 Seria: A (1999), B (2002), C (2006), D (2010), E (2014) Numeracja: czarna i fioletowa Awers: Zalman Szazar na tle uczniów w szkole, tekst przemówienia Szazara z Knesetu w 1949 roku po przegłosowaniu prawa o obowiązkowej edukacji, nominał i nazwa banku w języku hebrajskim Rewers: zdjęcie alejki z Safedu, fragment eseju Szazara o Safedzie, numery, nazwa banku i nominał w językach arabskim i angielskim Kolor: czerwień Papier: b.d. Wymiary: 138 × 71 mm Nakład: b.d. Projektant: Na’omi Rosner, Me’ir Eszel Podpisy: - seria A: Prezes Banku – Ja’akow Frenkel, Przewodniczący Rady Doradczej – Szlomo Lorincz - seria B: Prezes Banku – Dawid Klejn, Przewodniczący Rady Doradczej – Szlomo Lorincz - seria C: Prezes Banku – Stanley Fischer, Przewodniczący Rady Doradczej – Aharon Fogel - seria D: Prezes Banku – Stanley Fischer - seria E: Prezes Banku – Karnit Flug Drukarnia: b.d.                                                           | - nitka zabezpieczająca na środku banknotu - znak wodny: profil Zalmana Szazara z inicjałem jego nazwiska - trójkąt wykonany techniką obrazu utajonego (rewers) - oznaczenia dla niewidomych: dwie pionowe linie naniesione metodą wklęsłodruku po lewej stronie - recto-verso: trójkolorowy trójkąt łączący się z trójkolorowym trójkątem z tyłu, razem pod światło tworzą gwiazdę Dawida - mikrodruk: tytuły 15 książek Szazara na rewersie - numeracja w UV                  |

### Trzecia emisja (2014)
Trzecia emisja banknotów serii nowego szekla objęła banknoty o nominale: 20, 50, 100 i 200 nowych szekli. Na wszystkich awersach postanowiono umieścić portrety „znanych hebrajskich poetów”, których twórczość przeplatała się z narodzinami państwa. Trzecia emisja wprowadziła nowe zabezpieczenia. Tym sposobem izraelskie banknoty są zabezpieczone poprzez: znak wodny, perforacje, ułatwienia dla osób niewidomych (wklęsłodruk), opalizujący pasek, nitkę okienkową, księgę naniesioną farbą zmienną optycznie, recto-verso, mikrodruki, obrazy utajone oraz elementy UV.
Pierwszy z trzeciej emisji do obiegu trafił, 16 września 2014 roku, banknot o nominale 50 nowych szekli. 23 grudnia 2015 roku do obiegu wprowadzono banknot o nominale 200 nowych szekli. Banknoty o nominale 20 i 100 nowych szekli zostały wyemitowane 23 listopada 2017 roku.
| Nominał           | Awers i rewers | Charakterystyka | Zabezpieczenia |
| ----------------- | -------------- | --- | --- |
| 20 nowych szekli  |                | Emisja: 23 listopada 2017 Seria: A (2017), B (2021) Numeracja: brązowa i czarna w UV Awers: poetka Rachela Bluwstein na tle palmy, nominał i nazwa banku w języku hebrajskim Rewers: nawiązanie do wybrzeża Jeziora Kineret, fragment tekstu poematu Bluwstein, numer, nazwa banku i nominał w językach arabskim i angielskim Kolor: czerwień Papier: b.d. Wymiary: 129 × 71 mm Nakład: b.d. Projektant: Osnat Eszel Podpisy: seria A: Prezes Banku – Karnit Flug seria B: Prezes Banku – Amir Jaron Drukarnia: b.d.                                       | - opalizujący pasek po prawej stronie banknotu (awers) - znak wodny: profil Racheli Bluwstein z nominałem banknotu - na górze banknotu znajduje się mały perforowany nominał (awers) - nitka okienkowa (rewers) - nominał w lewym dolnym rogu metodą obrazu utajonego (rewers) - otwarta księga naniesiona farbą zmienną optycznie (awers) - oznaczenia dla niewidomych: para kresek umieszczona na obu brzegach banknotu na awersie - recto-verso: trzy ramiona z kropką łączące się z trzema ramionami z tyłu, razem pod światło tworzą menorę - mikrodruk: nazwa Banku Izraela po hebrajsku i fragment wiersza (awers), nazwa Banku Izraela po hebrajsku i nominał (rewers)            |
|                   |                | | |
| 50 nowych szekli  |                | Emisja: 16 września 2014 Seria: A (2013), B (2014), C (2022) Numeracja: pomarańczowa i czarna w UV Awers: Szaul Czernichowski na tle drzewa cytrusowego, nominał i nazwa banku w języku hebrajskim Rewers: kolumna koryncka, fragment poematu Czernichowskiego, numer, nazwa banku i nominał w językach arabskim i angielskim Kolor: zieleń Papier: b.d. Wymiary: 136 × 71 mm Nakład: b.d. Projektant: Osnat Eszel Podpisy: seria A: Prezes Banku – Stanley Fischer seria B: Prezes Banku – Karnit Flug seria C: Prezes Banku – Amir Jaron Drukarnia: b.d. | - opalizujący pasek po prawej stronie banknotu (awers) - znak wodny: profil Szaula Czernichowskiego z nominałem banknotu - na górze banknotu znajduje się mały perforowany nominał (awers) - nitka okienkowa (rewers) - nominał w lewym dolnym rogu metodą obrazu utajonego (rewers) - otwarta księga naniesiona farbą zmienną optycznie (awers) - oznaczenia dla niewidomych: dwie pary kresek umieszczone na obu brzegach banknotu na awersie - recto-verso: trzy ramiona z kropką łączące się z trzema ramionami z tyłu, razem pod światło tworzą menorę - mikrodruk: nazwa Banku Izraela po hebrajsku i fragment wiersza (awers), nazwa Banku Izraela po hebrajsku i nominał (rewers) |
|                   |                | | |
| 100 nowych szekli |                | Emisja: 23 listopada 2017 Seria: A (2017), B (2020) Numeracja: zielona i czarna w UV Awers: Lea Goldberg na tle kwiatów migdałowca, nominał i nazwa banku w języku hebrajskim Rewers: jelenie, fragment poematu Goldberg, numer, nazwa banku i nominał w językach arabskim i angielskim Kolor: pomarańcz Papier: b.d. Wymiary: 143 × 71 mm Nakład: b.d. Projektant: Osnat Eszel Podpisy: seria A: Prezes Banku – Karnit Flug seria B: Prezes Banku – Amir Jaron Drukarnia: b.d.                                                                            | - opalizujący pasek po prawej stronie banknotu (awers) - znak wodny: profil Lei Goldberg z nominałem banknotu - na górze banknotu znajduje się mały perforowany nominał (awers) - nitka okienkowa (rewers) - nominał w lewym dolnym rogu metodą obrazu utajonego (rewers) - otwarta księga naniesiona farbą zmienną optycznie (awers) - oznaczenia dla niewidomych: trzy pary kresek umieszczone na obu brzegach banknotu na awersie - recto-verso: trzy ramiona z kropką łączące się z trzema ramionami z tyłu, razem pod światło tworzą menorę - mikrodruk: nazwa Banku Izraela po hebrajsku i fragment wiersza (awers), nazwa Banku Izraela po hebrajsku i nominał (rewers)            |
|                   |                | | |
| 200 nowych szekli |                | Emisja: 23 grudnia 2015 Seria: A (2015), B (2020) Numeracja: fioletowa i czarna w UV Awers: Natan Alterman na tle jesiennych liści, nominał i nazwa banku w języku hebrajskim Rewers: flora w świetle księżyca, fragment poematu Altermana, numer, nazwa banku i nominał w językach arabskim i angielskim Kolor: niebieski Papier: b.d. Wymiary: 150 × 71 mm Nakład: b.d. Projektant: Osnat Eszel Podpisy: seria A: Prezes Banku – Karnit Flug seria B: Prezes Banku – Amir Jaron Drukarnia: b.d.                                                          | - opalizujący pasek po prawej stronie banknotu (awers) - znak wodny: profil Natana Altermana z nominałem banknotu - na górze banknotu znajduje się mały perforowany nominał (awers) - nitka okienkowa (rewers) - nominał w lewym dolnym rogu metodą obrazu utajonego (rewers) - otwarta księga naniesiona farbą zmienną optycznie (awers) - oznaczenia dla niewidomych: para kresek umieszczona na obu brzegach banknotu na awersie - recto-verso: trzy ramiona z kropką łączące się z trzema ramionami z tyłu, razem pod światło tworzą menorę - mikrodruk: nazwa Banku Izraela po hebrajsku i fragment wiersza (awers), nazwa Banku Izraela po hebrajsku i nominał (rewers)             |